# WTA Sydney

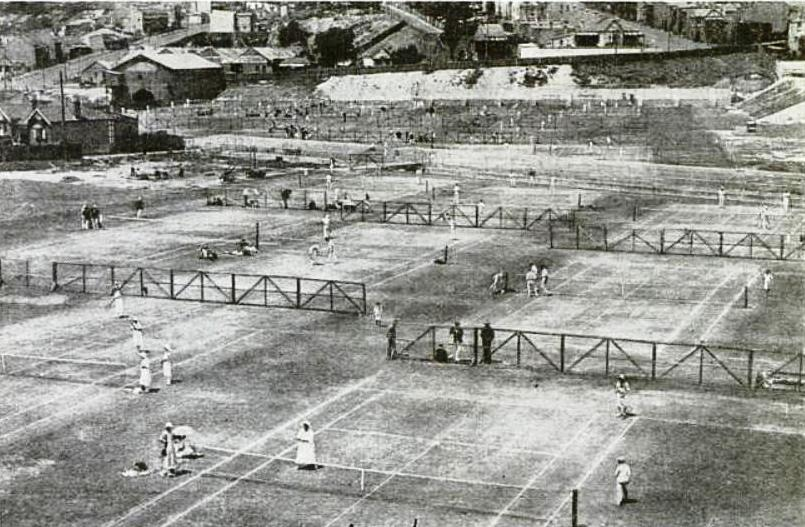
Der White City Tennis Club 1923

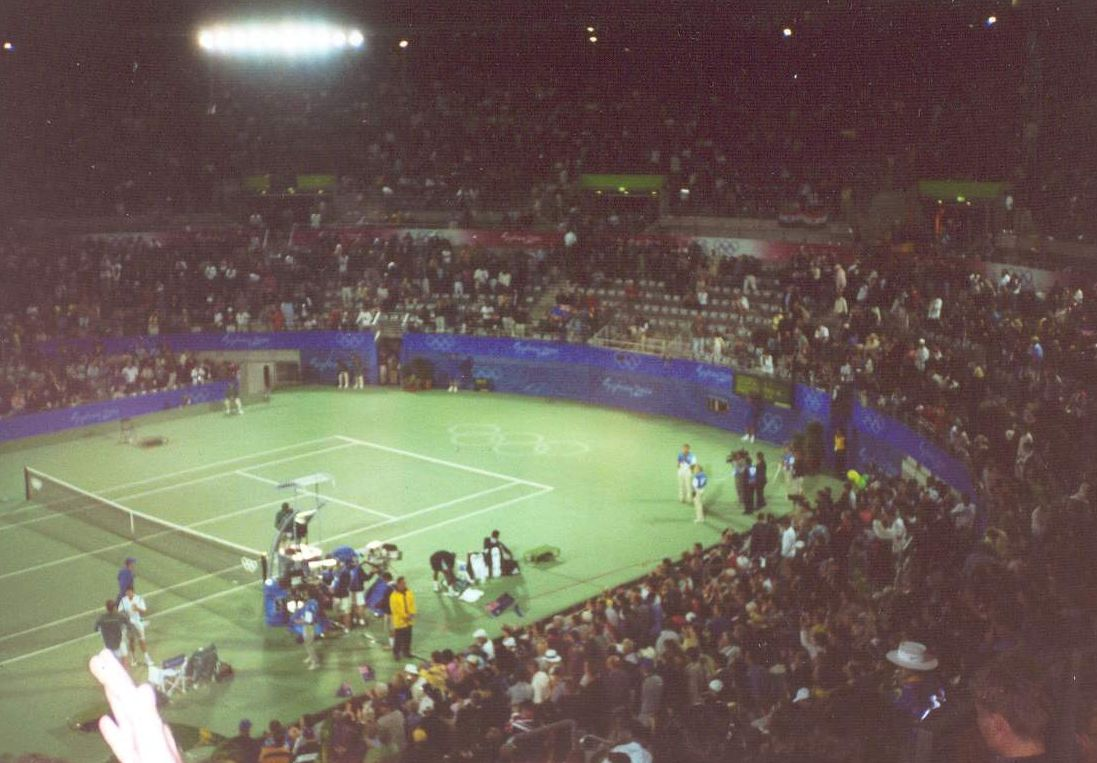
Während der Olympischen Spiele 2000

Historisches Logo der Medibank Australian Open Series

Das WTA Sydney (offiziell: Apia International Sydney), das in der australischen Stadt Sydney ausgetragen wurde, war eines der traditionsreichsten Tennisturniere der WTA Tour.
Das Turnier wurde 2019, zugunsten des neuen Standorts in Adelaide, eingestellt.

## Spielstätte
Von 1922 bis 1999 wurde im White City Stadium des White City Tennis Club an der Rushcutters Bay gespielt. Seit 2000 fand das Turnier im NSW Tennis Centre statt, dem Ort, an dem auch die Wettkämpfe der Olympischen Spiele und der Sommer-Paralympics im Jahr 2000 stattfanden.

## Siegerliste

### Einzel
| Jahr                                              | Siegerin                | Finalgegnerin           | Ergebnis         |
| ------------------------------------------------- | ----------------------- | ----------------------- | ---------------- |
| 1885                                              | Annie Lamb              | Miss Gordon             | 6:5, 6:4         |
| 1886                                              | C. Greene               | Annie Lamb              | 6:2              |
| 1887                                              | Miss Mayne              | C. Greene               | 6:4, 6:4         |
| 1888                                              | Lillian Scott           | Miss Mayne              | 8:6, 6:4         |
| 1889                                              | Miss Mayne              | Ellen Blaxland          | 6:3, 5:7, 6:4    |
| 1890                                              | Miss Mayne              | Zilla Scott             | 8:6, 6:1         |
| 1891                                              | M. Dransfield           | Ellen Blaxland          | 3:6, 6:1, 6:3    |
| 1892                                              | Mabel Shaw              | M. Dransfield           | 7:5, 3:6, 6:4    |
| 1893                                              | Miss Mayne              | Mabel Shaw              | 6:0, 6:0         |
| 1894                                              | M. Dransfield           | Mabel Shaw              | w.o.             |
| 1895                                              | Mabel Shaw              | S. Dransfield           | 6:3, 2:6, 6:3    |
| 1896                                              | Kate Nunneley           | Mabel Shaw              | 6:2, 6:0         |
| 1897                                              | Phoebe Howitt           | Kate Nunneley           | 6:3, 3:6, 6:3    |
| 1898                                              | Phoebe Howitt           | M. Dransfield           | 6:3, 4:1 Aufgabe |
| 1899                                              | Phoebe Howitt           | Rose Payton             | 3:6, 10:8, 7:5   |
| 1900                                              | Rose Payton             | Phoebe Howitt           | 6:1, 6:1         |
| 1901                                              | Rose Payton             | M. Dransfield           | 6:2, Aufgabe     |
| 1902                                              |                         |                         |                  |
| 1903                                              | Rose Payton             | Mrs. Beatty             | 6:1, 6:0         |
| 1904                                              | Rose Payton             | Lee                     | 6:1, 6:2         |
| 1905 keine Veranstaltung                          |                         |                         |                  |
| 1906                                              | Annie Baker             | Gardiner                | 6:2, 6:1         |
| 1907                                              | Rose Payton             | D. Gordon               | 6:2, 6:0         |
| 1908                                              | Annie Baker             | Collings                | 6:2, 6:2         |
| 1909                                              | Lucy Powdrell           | Annie Baker             | 6:3, 6:3         |
| 1910                                              | Lily Addison            | Pearl Stewart           | 6:0, 3:6, 6:2    |
| 1911                                              | Pearl Stewart           | Collings                | 6:0, 6:3         |
| 1912                                              | Annie Baker Ford        | Collings                | 6:0, 6:3         |
| 1913                                              | Pearl Stewart           | Annie Baker Ford        | 6:2, 6:1         |
| 1914                                              | Pearl Stewart           | Annie Baker Ford        | 6:1, 6:0         |
| 1915                                              | Pearl Stewart           | Annie Baker Ford        | 6:4, 6:2         |
| 1916–1918 keine Veranstaltung (Erster Weltkrieg)  |                         |                         |                  |
| 1919                                              | Margaret Molesworth     | Annie Baker Ford        | 2:6, 6:4, 6:1    |
| 1920                                              | Annie Halley            | Annie Baker Ford        | 6:4, 6:3         |
| 1921                                              | Margaret Molesworth     | Sylvia Lance            | 6:2, 6:4         |
| 1922                                              | Nancy Curtis            | Margaret Molesworth     | 10:8, 5:7, 7:5   |
| 1923                                              | Esna Boyd               | Margaret Molesworth     | 4:6, 6:2, 6:4    |
| 1924                                              | Sylvia Lance            | Margaret Molesworth     | 6:2, 8:6         |
| 1925                                              | Marjorei Cox            | Annie Gray Martin       | 7:5, 6:1         |
| 1926                                              | Esna Boyd               | Daphne Akhurst          | 3:6, 6:3, 6:0    |
| 1927                                              | Esna Boyd               | Daphne Akhurst          | 3:6, 6:3, 6:2    |
| 1928                                              | Sylvia Harper           | Marjorei Cox            | 6:4, 6:4         |
| 1929                                              | Daphne Akhurst          | Kathrine Le Mesurier    | 6:2, 6:2         |
| 1930                                              | Louie Bickerton         | Emily Hood              | 6:3, 6:4         |
| 1931                                              | Marjorei Crawford       | Ula Valkenburg          | 7:5, 6:2         |
| 1932                                              | Joan Hartigan           | Margaret Molesworth     | 6:2, 6:2         |
| 1932                                              | Marjorei Crawford       | Joan Hartigan           | 4:6, 6:4, 6:4    |
| 1933                                              | Joan Hartigan           | Louie Bickerton         | 6:4, 6:2         |
| 1934                                              | Dorothy Round           | Emily Westacott         | 6:2, 6:0         |
| 1935                                              | Thelma Coyne            | Joan Hartigan           | 6:2, 6:0         |
| 1936                                              | Nancye Wynne            | Nell Hopman             | 4:6, 6:4, 6:1    |
| 1937                                              | Nancye Wynne            | Thelma Coyne            | 6:3, 7:5         |
| 1938                                              | Thelma Coyne            | Joan Hartigan           | 6:2, 6:2         |
| 1939                                              | Nancye Wynne            | Thelma Coyne            | 8:6, 6:3         |
| 1940                                              | Thelma Coyne            | Vivienne Berg           | 6:3, 6:1         |
| 1941–1944 keine Veranstaltung (Zweiter Weltkrieg) |                         |                         |                  |
| 1945                                              | Nancye Bolton           | Nell Hopman             | 6:3, 6:3         |
| 1946                                              | Nancye Bolton           | Thelma Long             | 6:3, 4:6, 6:1    |
| 1947                                              | Nancye Bolton           | Marie Toomey            | 6:2, 6:1         |
| 1948                                              | Darlene Hard            | Joyce Fitch             | 1:6, 6:4, 6:2    |
| 1949                                              | Joyce Fitch             | Nancye Bolton           | 4:6, 7:5, 7:5    |
| 1950                                              | Nancye Bolton           | Esme Ashford            | 6:3, 6:2         |
| 1951                                              | Thelma Long             | Mary Hawton             | 6:2, 6:2         |
| 1952                                              | Maureen Connolly        | Julia Sampson           | 6:3, 6:2         |
| 1953                                              | Thelma Long             | Mary Hawton             | 6:1, 8:6         |
| 1954                                              | Beryl Penrose           | Jenny Staley            | 6:0, 1:6, 6:3    |
| 1955                                              | Mary Hawton             | Mary Cater              | 9:7, 9:7         |
| 1956                                              | Althea Gibson           | Shirley Fry             | 10:8, 6:2        |
| 1957                                              | Lorraine Coghlan        | Angela Mortimer         | 6:4, 10:8        |
| 1958                                              | Renée Schuurman         | Jan Lehane              | 6:2, 4:6, 6:4    |
| 1959                                              | Jan Lehane              | Mary Reitano            | 6:3, 3:6, 6:2    |
| 1960                                              | Jan Lehane              | Margaret Smith          | 6:1, 6:3         |
| 1961                                              | Margaret Smith          | Darlene Hard            | 6:2, 6:1         |
| 1962                                              | Margaret Smith          | Lesley Turner           | 8:6, 6:2         |
| 1963                                              | Margaret Smith          | Judy Tegart             | 6:1, 6:3         |
| 1964                                              | Margaret Smith          | Billie Jean Moffitt     | 6:4, 6:3         |
| 1965                                              | Margaret Smith          | Nancy Richey            | 6:2, 6:2         |
| 1966                                              | Lesley Turner           | Karry Melville          | 6:8, 9:7, 6:3    |
| 1967                                              | Judy Tegart             | Margaret Smith          | kampflos         |
| 1968 keine Veranstaltung                          |                         |                         |                  |
| 1969                                              | Margaret Court          | Rosemary Casals         | 6:1, 6:2         |
| 1970                                              | Billie Jean King        | Margaret Court          | 6:2, 4:6, 6:3    |
| 1971                                              | Margaret Court          | Olga Morosowa           | 6:2, 6:2         |
| 1972                                              | Evonne Goolagong        | Virginia Wade           | 6:1, 7:6         |
| 1973                                              | Karen Krantzcke         | Evonne Goolagong        | 4:6, 6:3, 10:8   |
| 1974 Jan.                                         | Karen Krantzcke         | Evonne Goolagong        | 6:2, 6:3         |
| 1974 Dez.                                         | Evonne Goolagong        | Margaret Court          | 6:3, 7:5         |
| 1975                                              | Evonne Goolagong        | Sue Barker              | 6:2, 6:4         |
| 1976                                              | Kerry Reid              | Dianne Fromholtz        | 3:6, 6:3, 6:2    |
| 1977                                              | Evonne Cawley           | Sue Barker              | 6:2, 6:3         |
| 1978                                              | Dianne Fromholtz        | Wendy Turnbull          | 6:2, 7:5         |
| 1979                                              | Hana Mandlíková         | Bettina Bunge           | 6:3, 3:6, 6:3    |
| 1980                                              | Wendy Turnbull          | Pam Shriver             | 3:6, 6:3, 7:6    |
| 1981                                              | Chris Evert-Lloyd       | Martina Navratilova     | 6:4, 2:6, 6:1    |
| 1982                                              | Martina Navratilova     | Evonne Cawley           | 6:0, 3:6, 6:1    |
| 1983                                              | Jo Durie                | Kathy Jordan            | 6:3, 7:5         |
| 1984                                              | Martina Navratilova     | Ann Henricksson         | 6:1, 6:1         |
| 1985                                              | Martina Navratilova     | Hana Mandlíková         | 3:6, 6:1, 6:2    |
| 1986 keine Veranstaltung                          |                         |                         |                  |
| 1987                                              | Zina Garrison           | Pam Shriver             | 6:2, 6:4         |
| ↓ Kategorie: Tier IV ↓                            |                         |                         |                  |
| 1988                                              | Pam Shriver             | Helena Suková           | 6:2, 6:3         |
| 1989                                              | Martina Navratilova     | Catarina Lindqvist      | 6:2, 6:4         |
| ↓ Kategorie: Tier III ↓                           |                         |                         |                  |
| 1990                                              | Natallja Swerawa        | Barbara Paulus          | 4:6, 6:1, 6:3    |
| 1991                                              | Jana Novotná            | Arantxa Sánchez Vicario | 6:4, 6:2         |
| 1992                                              | Gabriela Sabatini       | Arantxa Sánchez Vicario | 6:1, 6:1         |
| ↓ Kategorie: Tier II ↓                            |                         |                         |                  |
| 1993                                              | Jennifer Capriati       | Anke Huber              | 6:1, 6:4         |
| 1994                                              | Kimiko Date             | Mary Joe Fernández      | 6:4, 6:2         |
| 1995                                              | Gabriela Sabatini       | Lindsay Davenport       | 6:3, 6:4         |
| 1996                                              | Monica Seles            | Lindsay Davenport       | 4:6, 7:6, 6:3    |
| 1997                                              | Martina Hingis          | Jennifer Capriati       | 6:1, 5:7, 6:1    |
| 1998                                              | Arantxa Sánchez Vicario | Venus Williams          | 6:1, 6:3         |
| 1999                                              | Lindsay Davenport       | Martina Hingis          | 6:4, 6:3         |
| 2000                                              | Amélie Mauresmo         | Lindsay Davenport       | 7:62, 6:4        |
| 2001                                              | Martina Hingis          | Lindsay Davenport       | 6:3, 4:6, 7:5    |
| 2002                                              | Martina Hingis          | Meghann Shaughnessy     | 6:2, 6:3         |
| 2003                                              | Kim Clijsters           | Lindsay Davenport       | 6:4, 6:3         |
| 2004                                              | Justine Henin-Hardenne  | Amélie Mauresmo         | 6:4, 6:4         |
| 2005                                              | Alicia Molik            | Samantha Stosur         | 6:75, 6:4, 7:5   |
| 2006                                              | Justine Henin-Hardenne  | Francesca Schiavone     | 4:6, 7:5, 7:5    |
| 2007                                              | Kim Clijsters           | Jelena Janković         | 4:6, 7:61, 6:4   |
| 2008                                              | Justine Henin           | Swetlana Kusnezowa      | 4:6, 6:2, 6:4    |
| ↓ Kategorie: Premier ↓                            |                         |                         |                  |
| 2009                                              | Jelena Dementjeva       | Dinara Safina           | 6:3, 2:6, 6:1    |
| 2010                                              | Jelena Dementjeva       | Serena Williams         | 6:3, 6:2         |
| 2011                                              | Li Na                   | Kim Clijsters           | 7:63, 6:3        |
| 2012                                              | Wiktoryja Asaranka      | Li Na                   | 6:2, 1:6, 6:3    |
| 2013                                              | Agnieszka Radwańska     | Dominika Cibulková      | 6:0, 6:0         |
| 2014                                              | Zwetana Pironkowa       | Angelique Kerber        | 6:4, 6:4         |
| 2015                                              | Petra Kvitová           | Karolína Plíšková       | 7:65, 7:66       |
| 2016                                              | Swetlana Kusnezowa      | Mónica Puig             | 6:0, 6:2         |
| 2017                                              | Johanna Konta           | Agnieszka Radwańska     | 6:4, 6:2         |
| 2018                                              | Angelique Kerber        | Ashleigh Barty          | 6:4, 6:4         |
| 2019                                              | Petra Kvitová           | Ashleigh Barty          | 1:6, 7:5, 7:63   |
| ↓ Kategorie: 500 ↓                                |                         |                         |                  |
| 2022                                              | Paula Badosa            | Barbora Krejčíková      | 6:3, 4:6, 7:64   |

### Doppel
| Jahr                   | Siegerinnen                               | Finalgegnerinnen                       | Ergebnis            |
| ---------------------- | ----------------------------------------- | -------------------------------------- | ------------------- |
| 1886                   | Annie Lamb C. Greene                      | Ada Rodd Beatrice Metcaife             | 6:1, 6:4            |
| 1887                   | Lillian Scott Zilla Scott                 | C. Greene E. Raleigh                   | 3:6, 6:4, 6:3       |
| 1888                   | Lillian Scott Zilla Scott                 | Edith F. Fox Miss Mayne                | 6:1, 3:6, 6:2       |
| 1889                   | Miss Mayne Mabel Shaw                     | Miss Keating E. Raleigh                | 6:3, 6:0            |
| 1890                   | Miss Mayne Mabel Shaw                     | Zilla Scott S. Dransfield              | 6:4, 7:5            |
| 1891                   | Zilla Scott S. Dransfield                 | C. Raleigh E. Raleigh                  | 7:5, 6:3            |
| 1892                   | Miss Mayne Mabel Shaw                     | S. Dransfield Ada Keele                | 3:6, 8:6, 6:2       |
| 1893                   | Miss Mayne Mabel Shaw                     | S. Dransfield Ada Keele                | 6:3, 6:4            |
| 1971                   | Margaret Smith Court Olga Morosowa        | Helen Gourlay Kerry Harris             | 6:2, 6:0            |
| 1972                   | Evonne Goolagong Melissa Edwards          | Lesley Turner Virginia Wade            | 6:1, 6:2            |
| 1973                   | keine Veranstaltung                       | keine Veranstaltung                    | keine Veranstaltung |
| 1974                   | Evonne Goolagong Peggy Michel             | Janet Fallis Pam Whytcross             | 6:3, 6:3            |
| 1975                   | Evonne Goolagong Helen Gourlay            | Heidi Eisterlehner Helga Masthoff      | 6:3, 4:6, 6:3       |
| 1976                   | Helen Gourlay Betsy Nagelsen              | Dianne Fromholtz Renáta Tomanová       | 6:4, 6:1            |
| 1977                   | Evonne Goolagong Helen Gourlay            | Mona Guerrant Kerry Reid               | 6:0, 6:0            |
| 1978                   | Lesley Hunt Sharon Walsh                  | Ilana Kloss Marise Kruger              | 6:2, 6:1            |
| 1979                   | Diane Desfor Barbara Hallquist            | Barbara Jordan Kym Ruddell             | 4:6, 6:2, 6:2       |
| 1980                   | Pam Shriver Betty Stöve                   | Rosie Casals Wendy Turnbull            | 6:1, 4:6, 6:4       |
| 1981                   | Martina Navratilova Pam Shriver           | Kathy Jordan Anne Smith                | 6:7, 6:2, 6:4       |
| 1982                   | Martina Navratilova Pam Shriver           | Claudia Kohde-Kilsch Eva Pfaff         | 6:2, 2:6, 7:6       |
| 1983                   | Anne Hobbs Wendy Turnbull                 | Hana Mandlíková Helena Suková          | 6:4, 6:3            |
| 1984                   | Claudia Kohde-Kilsch Helena Suková        | Wendy Turnbull Sharon Walsh            | 6:2, 7:6            |
| 1985                   | Hana Mandlíková Wendy Turnbull            | Rosalyn Fairbank Candy Reynolds        | 3:6, 7:6, 6:4       |
| 1986                   | keine Veranstaltung                       | keine Veranstaltung                    | keine Veranstaltung |
| 1987                   | Betsy Nagelsen Elizabeth Smylie           | Jenny Byrne Janine Thompson            | 6:7, 7:5, 6:1       |
| ↓ Kategorie: Tier IV ↓ |                                           |                                        |                     |
| 1988                   | Ann Henricksson Christiane Jolissaint     | Claudia Kohde-Kilsch Helena Suková     | 7:6, 4:6, 6:3       |
| 1989                   | Martina Navratilova Pam Shriver           | Elizabeth Smylie Wendy Turnbull        | 6:3, 6:3            |
| ↓ Kategorie: III ↓     |                                           |                                        |                     |
| 1990                   | Jana Novotná Helena Suková                | Laryssa Sawtschenko Natallja Swerawa   | 6:3, 7:5            |
| 1991                   | Arantxa Sánchez Vicario Helena Suková     | Gigi Fernández Jana Novotná            | 6:1, 6:4            |
| 1992                   | Arantxa Sánchez Vicario Helena Suková     | Mary Joe Fernández Zina Garrison       | 7:6, 6:7, 6:2       |
| ↓ Kategorie: Tier II ↓ |                                           |                                        |                     |
| 1993                   | Pam Shriver Elizabeth Smylie              | Lori McNeil Rennae Stubbs              | 6:2, 6:2            |
| 1994                   | Patty Fendick Meredith McGrath            | Jana Novotná Arantxa Sánchez Vicario   | -                   |
| 1995                   | Lindsay Davenport Jana Novotná            | Patty Fendick Mary Joe Fernández       | 7:5, 2:6, 6:4       |
| 1996                   | Lindsay Davenport Mary Joe Fernández      | Lori McNeil Helena Suková              | 6:3, 6:3            |
| 1997                   | Gigi Fernández Arantxa Sánchez Vicario    | Lindsay Davenport Natallja Swerawa     | 6:3, 6:1            |
| 1998                   | Martina Hingis Helena Suková              | Katrina Adams Meredith McGrath         | 6:1, 6:2            |
| 1999                   | Jelena Lichowzewa Ai Sugiyama             | Mary Joe Fernández Anke Huber          | 6:3, 2:6, 6:0       |
| 2000                   | Julie Halard-Decugis Ai Sugiyama          | Martina Hingis Mary Pierce             | 6:0, 6:3            |
| 2001                   | Anna Kournikova Barbara Schett            | Lisa Raymond Rennae Stubbs             | 6:2, 7:5            |
| 2002                   | Lisa Raymond Rennae Stubbs                | Martina Hingis Anna Kournikova         | kampflos            |
| 2003                   | Kim Clijsters Ai Sugiyama                 | Conchita Martínez Rennae Stubbs        | 6:3, 6:3            |
| 2004                   | Cara Black Rennae Stubbs                  | Dinara Safina Meghann Shaughnessy      | 7:5, 3:6, 6:4       |
| 2005                   | Bryanne Stewart Samantha Stosur           | Jelena Dementjewa Ai Sugiyama          | kampflos            |
| 2006                   | Yan Zi Zheng Jie                          | Virginia Ruano Pascual Paola Suárez    | 6:3, 5:7, 6:2       |
| 2007                   | Anna-Lena Grönefeld Meghann Shaughnessy   | Marion Bartoli Meilen Tu               | 6:3, 3:6, 7:6       |
| 2008                   | Yan Zi Zheng Jie                          | Tetjana Perebyjnis Tazzjana Putschak   | 6:4, 7:65           |
| ↓ Kategorie: Premier ↓ |                                           |                                        |                     |
| 2009                   | Hsieh Su-wei Peng Shuai                   | Nathalie Dechy Casey Dellacqua         | 6:0, 6:1            |
| 2010                   | Cara Black Liezel Huber                   | Tathiana Garbin Nadja Petrowa          | 6:1, 3:6, [10:3]    |
| 2011                   | Iveta Benešová Barbora Záhlavová-Strýcová | Květa Peschke Katarina Srebotnik       | 4:6, 6:4, [10:7]    |
| 2012                   | Květa Peschke Katarina Srebotnik          | Liezel Huber Lisa Raymond              | 6:1, 4:6, [13:11]   |
| 2013                   | Nadja Petrowa Katarina Srebotnik          | Sara Errani Roberta Vinic              | 6:3, 6:4            |
| 2014                   | Tímea Babos Lucie Šafářová                | Sara Errani Roberta Vinic              | 7:5, 3:6, [10:7]    |
| 2015                   | Bethanie Mattek-Sands Sania Mirza         | Raquel Kops-Jones Abigail Spears       | 6:3, 6:3            |
| 2016                   | Martina Hingis Sania Mirza                | Caroline Garcia Kristina Mladenovic    | 1:6, 7:5, [10:5]    |
| 2017                   | Tímea Babos Anastassija Pawljutschenkowa  | Sania Mirza Barbora Strýcová           | 6:4, 6:4            |
| 2018                   | Gabriela Dabrowski Xu Yifan               | Latisha Chan Andrea Sestini Hlaváčková | 6:3, 6:1            |
| 2019                   | Aleksandra Krunić Kateřina Siniaková      | Eri Hozumi Alicja Rosolska             | 6:1, 7:63           |
| ↓ Kategorie: 500 ↓     |                                           |                                        |                     |
| 2022                   | Anna Danilina Beatriz Haddad Maia         | Vivian Heisen Panna Udvardy            | 4:6, 7:5, [10:8]    |